# کلیسا (فیلم ۱۹۸۹)
کلیسا (به ایتالیایی: La Chiesa) یک فیلم فراطبیعی ترسناک ایتالیایی به کارگردانی میکله سواوی با بازی توماس آرانا، جان کارلسن، فیودور شالیاپین، هیو کوارشی، باربارا کوپیستی و آزیا آرجنتو که در سال ۱۹۸۹ منتشر شد.
فیلم کلیسا در ابتدا به عنوان سومین قسمت از سری فیلم‌های شیاطین پس از شیاطین ۲ (۱۹۸۶) طراحی شد. کارگردان اصرار داشت که این فیلم از مجموعه دور باشد و می‌خواست فیلم «مستقل» باشد و فیلمنامه را دوباره نوشت تا هرگونه ارتباطی با قسمت قبلی حذف شود. فیلمبرداری عمدتاً در کلیسای ماتیاش در بوداپست فیلمبرداری شد و فیلمبرداری اضافی در استودیوهای رم و مرکز شهر هامبورگ آلمان فیلم‌برداری شد.

## بازخوردها
در وب‌سایت جمع‌آوری بازبینی راتن تومیتوز بر اساس ۱۱ بررسی، دارای ۶۴ درصد تأییدیه است. جیسون بوکانن از آل‌مووی به این فیلم سه ستاره از پنج امتیاز داد.